# 1943 في سويسرا
فيما يلي قوائم الأحداث التي وقعت خلال عام 1943 في سويسرا.

## كتب
من الكتب التي صدرت هذه السنة في سويسرا:
- 1 يناير – لعبة الكريات الزجاجية من تأليف هرمان هيسه.

## مواليد

### أبريل
- 1 أبريل – ماريو بوتا مهندس معماري سويسري.
- 26 أبريل – بيتر زومثور مهندس معماري سويسري.

### أغسطس
- 5 أغسطس – رينيه بيير كوينتن لاعب كرة قدم سويسري.

### أكتوبر
- 12 أكتوبر – كوبي كوهن لاعب كرة قدم سويسري.

## وفيات

### مارس
- 1 مارس – ألكسندر يرسن (مواليد 1863)
- 6 مارس – آرنولد كلبس (مواليد 1870)

### ديسمبر
- 20 ديسمبر – إرنست كوفمان (مواليد 1895) درّاج طريق سويسري.